# Dasiops relictus
Dasiops relictus är en tvåvingeart som beskrevs av Mcalpine 1964. Dasiops relictus ingår i släktet Dasiops och familjen stjärtflugor.
Artens utbredningsområde är Ontario. Inga underarter finns listade i Catalogue of Life.